# Poppenlauer
Poppenlauer ist ein Gemeindeteil des Marktes Maßbach im unterfränkischen Landkreis Bad Kissingen in Bayern.
In Poppenlauer ist der Sitz der Grundschule des Marktes Maßbach.

## Geographische Lage
Das Pfarrdorf liegt nordwestlich von Maßbach an der Lauer zwischen den Naturparks Bayerische Rhön und Haßberge. Die durch den Ort verlaufende Staatsstraße 2281 führt nordwärts nach Althausen, einem Gemeindeteil von Münnerstadt, und südostwärts nach Maßbach. Westlich von Poppenlauer verläuft in Nord-Süd-Richtung die A 71 mit der Anschlussstelle 27 Maßbach zwischen Poppenlauer und Maßbach.
Poppenlauer hatte einen Bahnhof an der Bahnstrecke Rottershausen–Stadtlauringen.

## Geschichte
Die erste urkundliche Erwähnung könnte aus einer Besitzbestätigung Kaiser Arnulfs von 899 stammen. Zwar sind die mitgenannten Orte alle nicht sehr weit entfernt, doch ist die Zuordnung von „Iura“ zu Poppenlauer unter Historikern umstritten (Quelle: MGH DD Arn 174). 
Das Mittelalter hindurch war der Ort im Besitz der Grafen von Henneberg und gelangte durch den Schleusinger Vertrag 1586 ans Hochstift Würzburg. Seitdem gehörte der zu dessen Amt Poppenlauer.
Die Eingemeindung in den Markt Maßbach fand im Rahmen der Gebietsreform in Bayern am 1. Januar 1972 statt.

## Verkehr
- Bahn: Von 1900 bis 1960 war Poppenlauer Haltepunkt der Bahnstrecke Rottershausen–Stadtlauringen. Heute liegt die nächste Bahnstation in Münnerstadt.
- Straße: Die nächste Autobahnausfahrt ist die Ausfahrt Maßbach an der Autobahn A 71.

## Kultur und Sehenswürdigkeiten
Das Zentrum des Ortes bildet ein kleiner Platz um die „Linde“ mit zwei Kirchen.
- Die evangelische „Auferstehungskirche“, ein neuromanisches Bauwerk des Jahres 1836, wurde in ihrem Innern 1961 durch Olaf Gulbransson neugestaltet. Der Münchner Kirchenmaler Rudolf Hünerkopf (1914–2000) schuf die modernen Fresken: die Auferstehung hinter dem neuen Altar, Szenen der Heilsgeschichte an den Langhauswänden.

- Die katholische Kirche „Simon und Juda Thaddäus“ wurde 1854 im neugotischen Stil erbaut. Im Zuge der Neugestaltung Mitte des 20. Jahrhunderts schuf Karl Hornung die monumentale Kreuzigungsgruppe über dem neuen Altar.

Weitere Sehenswürdigkeiten sind:
- Heimatmuseum des Marktes Maßbach
- Heimatspiel Poppenlauer

Die beiden größten Vereine Poppenlauers sind der 1. FC Eintracht 1926 Poppenlauer e. V. und der TV Poppenlauer e. V. Neben diesen existieren noch eine Vielzahl anderer Vereine und Verbände, die alle unter dem Dachverband des Vereinsring Poppenlauer organisiert sind.

## Persönlichkeiten
- Judas Thaddäus Sigerst (1735–1806), Abt des Benediktinerklosters in Münsterschwarzach
- Georg Alefeld (1933–1995), deutscher Physiker